# Los mundos de Alex
Los mundos de Álex, también llamada simplemente Álex, es una serie de dibujos animados infantiles para televisión producida por Motion Pictures en 2007.
Su protagonista Álex es un niño pequeño al que le gusta descubrir el mundo a la vez que enseña a los niños sobre los animales, plantas y música. Vídeos de dibujos educativos para niños de preescolar hasta 5 años

## Temporadas
- Alex en la jungla: Descubrir los animales de la selva
- Alex en el mar: Descubrir los animales marinos
- Alex y el huerto mágico Descubrir las plantas: frutas y verduras
- Alex y la música Descubrir los instrumentos musicales